# James Rudkin
James Rudkin (n. 7 iulie 1994, Northampton, Anglia, Regatul Unit) este un canotor ce a reprezentat Regatul Unit al Marii Britanii și al Irlandei de Nord, medaliat olimpic. A participat la o ediție a Jocurilor Olimpice (2020) în care a câștigat o medalie de bronz.

## Participări
Lista de mai jos prezintă principalele competiții la care a participat James Rudkin de-a lungul carierei.
- Canotaj la Jocurile Olimpice de vară din 2020 - Opt rame cu cârmaci masculin[2]